# All Rivers Meet at Sea
Pour plus de détails, voir Fiche technique et Distribution.

All Rivers Meet at Sea est un film muet américain réalisé par Burton L. King, sorti en 1913.

## Fiche technique
- Titre : All Rivers Meet at Sea
- Réalisation : Burton L. King
- Scénario :
- Producteur : Thomas H. Ince
- Société de production : Broncho Film Company
- Sociétés de distribution : Mutual Film (États-Unis), Western Import Company (Royaume-Uni)
- Pays de production :  États-Unis
- Langue : Anglais américain
- Format : Noir et blanc — 35 mm — 1,33:1 — Muet
- Métrage : 300 mètres (1 bobine)
- Genre : Film dramatique
- Durée : 11 minutes
- Date de sortie : 
  - États-Unis : 2 juillet 1913

## Distribution
- Tom Chatterton : Jack
- Dorothy Davenport :